# جون ميهو
جون ميهو (بالكانا:みほ じゅん) هي ممثلة يابانية، ولدت في 4 أغسطس 1960 بشيزوؤكا في اليابان.

## وصلات خارجية
- جون ميهو على موقع IMDb (الإنجليزية)
- جون ميهو على موقع روتن توميتوز (الإنجليزية)
- جون ميهو على موقع ألو سيني (الفرنسية)
- جون ميهو على موقع ميوزك برينز (الإنجليزية)
- جون ميهو على موقع أول موفي (الإنجليزية)
- جون ميهو على موقع قاعدة بيانات الفيلم (الإنجليزية)